# Giuseppe Cignaroli
Giuseppe Cignaroli (Verona, 4 maggio 1726 – Verona, 1796) è stato un pittore italiano, detto Fra Felice o Felice Cignaroli.

## Biografia
Era nato a Verona da Leonardo Cignaroli e Maddalena Vicentini, avviato, molto probabilmente, dal fratello di primo letto Giambettino Cignaroli. All'età di 22 anni prese l'abito di novizio dei francescani presso Schio. Si trasferì a Verona tra il 1777 e il 1786 per poi tornarci nel 1796, un anno prima di morire.